# وشتاوزن (گوتا)
وشتاوزن (به آلمانی: Westhausen) یک شهر در آلمان است که در گوتا واقع شده‌است. وشتاوزن ۵۴۱ نفر جمعیت دارد.

## خواهرخوانده
شهر اولسبرگ خواهرخواندهٔ وشتاوزن (گوتا) هست.